# Voutezac
Voutezac is een gemeente in het Franse departement Corrèze (regio Nouvelle-Aquitaine). De plaats maakt deel uit van het arrondissement Brive-la-Gaillarde. Voutezac telde op 1 januari 2022 1.243 inwoners.

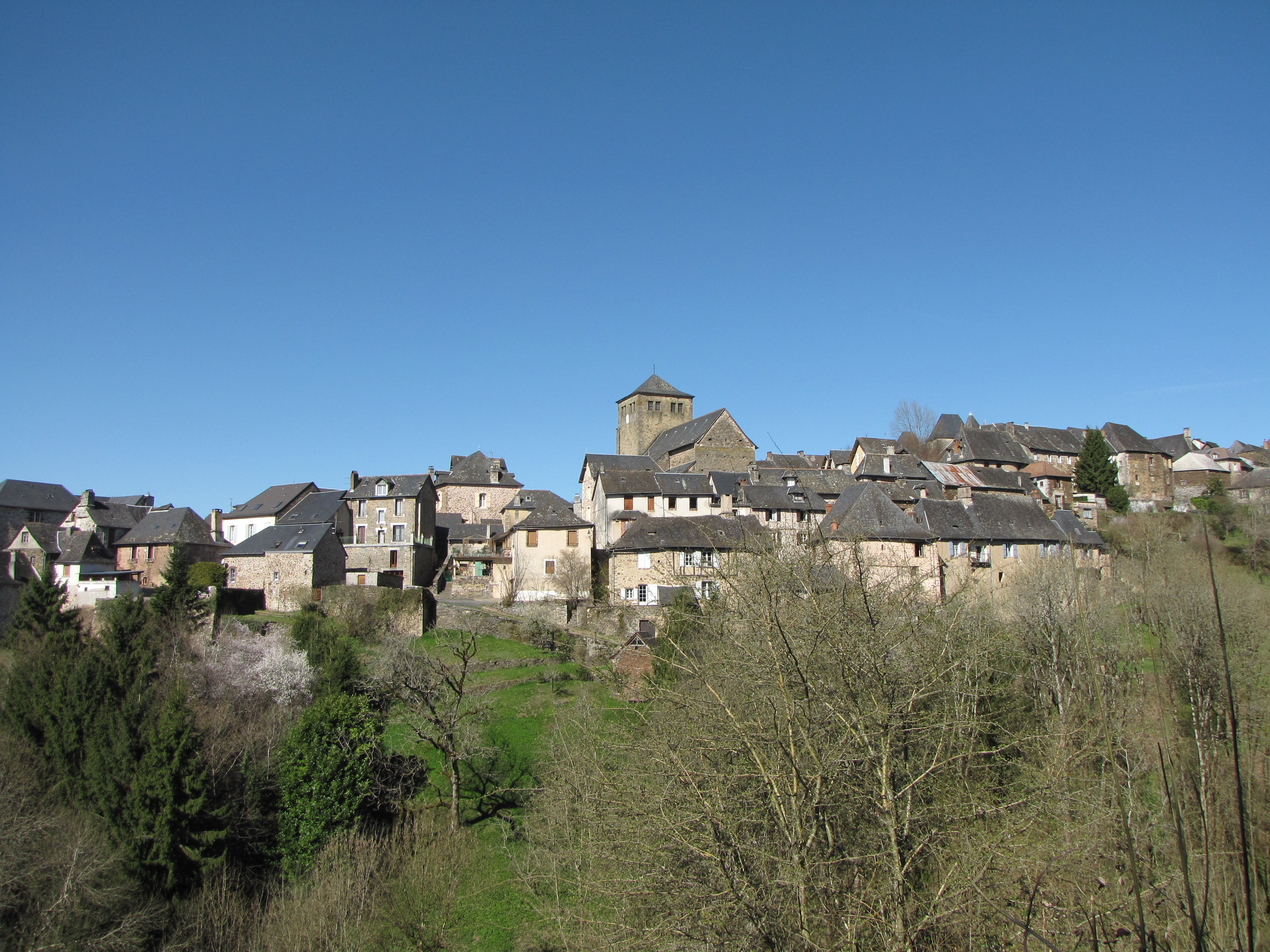
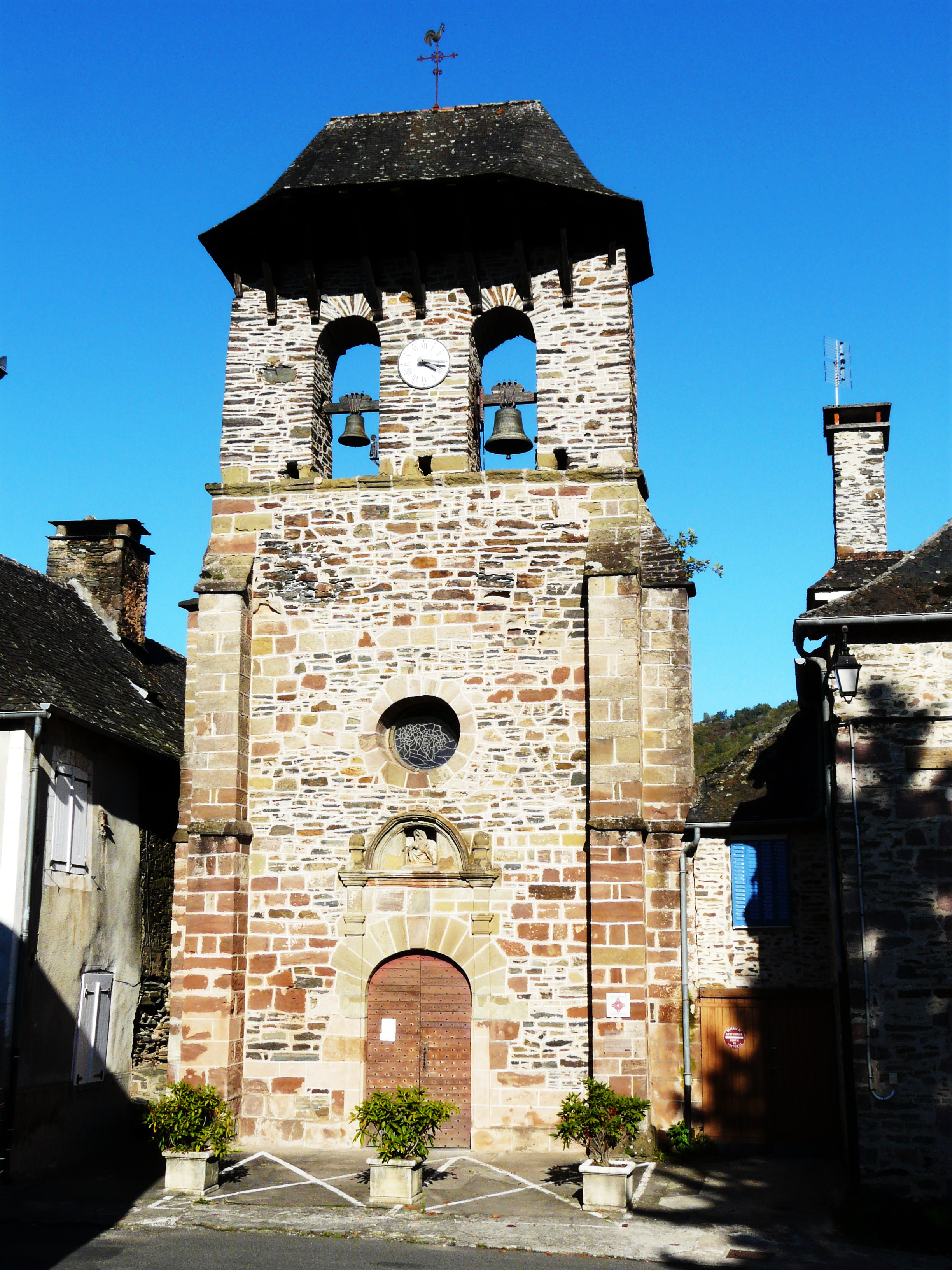

## Geografie
De oppervlakte van Voutezac bedraagt 22,38 km², de bevolkingsdichtheid is 55 inwoners per km² (per 1 januari 2019).
De onderstaande kaart toont de ligging van Voutezac met de belangrijkste infrastructuur en aangrenzende gemeenten.

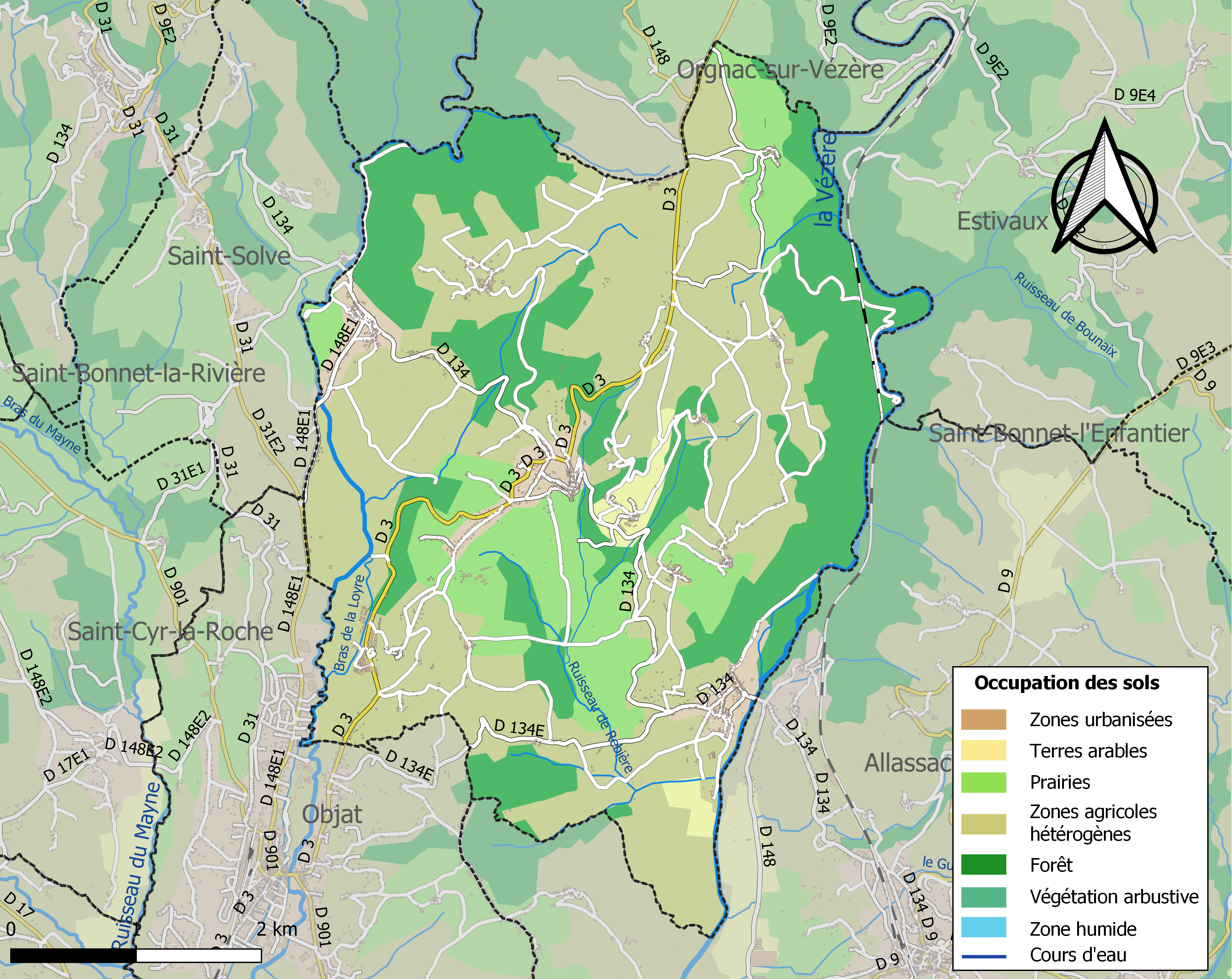

## Demografie
Onderstaande figuur toont het verloop van het inwonertal (bron: INSEE-tellingen).